# Saiki
Saiki (佐伯市 Saiki-shi?) es una ciudad de la prefectura de Ōita en Japón, en la costa este de la isla de Kyushu. La ciudad fue fundada el 29 de abril de 1941. 
El 3 de marzo de 2005, Saiki se fusionó con las ciudades de Kamae, Kamiura, Tsurumi, Ume y Yayoi, y las aldeas de Honjō, Naokawa y Yonōzu (todas del distrito de Minamiamabe) para crear la nueva y ampliada ciudad de Saiki.
Saiki tiene una población estimada de 78,069 habitantes y un área total de 903.44 km².

## Geografía

### Clima
Saiki tiene un clima subtropical húmedo (clasificación climática de Köppen) con veranos calurosos e inviernos frescos. Las precipitaciones son significativas durante todo el año, pero algo menores en invierno. La temperatura media anual en Saiki es de 16,7 °C y las precipitaciones anuales son de 2118,9 mm, siendo septiembre el mes más lluvioso.

## Deportes
Durante la Copa del Mundo de 2002, Saiki fue el campamento base de la selección nacional de fútbol de Túnez.